# Berta Litwina
Berta Litwina (ur. 28 grudnia 1897 w Symferopolu, zm. ?) – polska aktorka żydowskiego pochodzenia, która zasłynęła głównie z ról w przedwojennych żydowskich filmach i sztukach teatralnych w języku jidysz.
W 1921 w Wilnie została żoną Józefa Wajshofa, kierownika trupy teatralnej.

## Filmografia
- 1970: Ha-Timhoni
- 1948: Lang ist der Weg
- 1937: Ślubowanie
- 1937: Błazen purymowy